# Sipos Péter (basszusgitáros)
Sipos Péter, Peter Sipos (Budapest, 1950. április 11. –) magyar basszusgitáros, dalszerző, szövegíró.

## Pályafutása
Első amatőr zenekara az Alley Cats volt, majd 1966-ban a Syconor tagja lett, ez Fenyő Miklós és Barta Tamás zenekara volt. Pár hónapig az Atlantisban játszott. Az 1969 februárjában alakult Hungária együttes alapító tagja volt (1969–1979). 1971 és 1973 között a Juventus tagja lett, ekkoriban a zenekar tagja volt Tátrai Tibor is. 1973-ban újra a Hungária tagja lett.
1980-ban Montrealba (Kanada) költözött, ahol sikeres zenész-zeneszerző-producer lett. „Pour vous“ című dalát Céline Dion énekelte lemezre 1985-ben.
Első musicaljét, a Jeanne d’Arcról szóló „Jeanne“-t 1995-ben mutatták be Montrealban, amit 147 előadás követett 1997-ig. Ezután írta meg 2004-ben a Robin Hood musicalt két Tony-díjas szerzőtársával, Martin Charninnal és Thomas Meehannel, melyet Seattle-ban mutattak be 2004 és 2007 között több produkcióban.
Legutóbbi művét Carl Sagan Contact című könyve és az abból készült film alapján írta. Ezt a musicalt 2009 őszén mutatták be Seattle-ban.